# David Bohm
David Joseph Bohm (ur. 20 grudnia 1917 w Wilkes-Barre w Pensylwanii, zm. 27 października 1992 w Londynie) – amerykański fizyk, filozof nauki, autor deterministycznej interpretacji fizyki kwantowej, współpracownik Jiddu Krishnamurtiego.

## Życie i twórczość
Urodził się w Wilkes-Barre, górniczym mieście w Pensylwanii, zamieszkanym głównie przez imigrantów z Polski i Irlandii. Jego ojciec, Samuel Bohm, był żydowskim imigrantem z Zakarpacia, właścicielem komisu meblowego i kantorem w miejscowej synagodze. Pochodząca z Litwy żydowska matka, Frieda Bohm, cierpiała na depresję, a zapewne też na schizofrenię, w związku z czym nie zajmowała się wychowywaniem swoich dwóch synów.
W lokalnej szkole ujawnił się jego duży talent matematyczny. Wielki Kryzys, a potem dojście Hitlera do władzy sprawiły, że David związał się z ruchami komunistycznymi. Pennsylvania State College, gdzie podjął studia, nastawiony był na kształcenie praktyczne, niemniej zgłębiał tam fizykę według samodzielnie ułożonego programu. Stypendium, jakie uzyskał za znakomite wyniki w nauce, umożliwiło mu kontynuowanie studiów w California Institute of Technology, a w 1941 zaczął na Uniwersytecie w Berkeley pisać doktorat pod kierunkiem J. Roberta Oppenheimera. Z powodu członkostwa w partii komunistycznej nie pozwolono mu na udział w kierowanym przez Oppenheimera Projekcie Manhattan. Ale gdy wyniki jego badań w zakresie fizyki plazmy okazały się użyteczne dla Projektu, odebrano mu je i zabroniono jakichkolwiek publikacji. Doktorat z fizyki przyznano mu w 1943 bez przedstawienia rozprawy, na podstawie ustnego oświadczenia Oppenheimera.
W 1952 zmuszony w ramach antykomunistycznych czystek do opuszczenia Stanów Zjednoczonych, pracował kolejno w Brazylii, Izraelu i Anglii. Jest autorem deterministycznej, przyczynowej interpretacji mechaniki kwantowej. Po 1952 nie prowadził typowych badań w zakresie fizyki, a raczej na jej temat filozofował. Wraz z Yakirem Aharonovem ogłosił nową wersję paradoksu Einsteina-Podolskiego-Rosena. Po 1961 został jednym z najbliższych współpracowników Jiddu Krishnamurtiego. Zainspirowany działaniem hologramów sformułował zarys, rozwiniętej przez Karla H. Pribrama, holonomicznej teorii umysłu. Dalszym ciągiem jego prac nad nową interpretacją mechaniki kwantowej stała się teoria całości i ukrytego porządku. W latach 80. zaczął organizować tzw. dialogi bohmowskie, mające wieść uczestników do głębokiej przemiany świadomości.
Opiekował się szkołą Krishnamurtiego w Anglii, Brockwood-Park. Z czasów relacji między nimi i dyskusji fizyka z filozofem powstało wiele pism. Krishnamurti twierdził, że Bohm zrozumiał jego przesłanie.
Wraz z Martinem Buberem pracował nad metodą dialogu, która usiłuje przeciwstawić naukowemu dyskursowi (mającemu za cel tematyczną konwergencję) kreatywną, bazującą na wzajemnym zrozumieniu alternatywę (mającą na celu tematyczną dywergencję). W tym kontekście należy rozumieć jego dzieło „Wholeness And The Implicate Order” („Ukryty porządek”). Podejmuje on w nim próbę skonfrontowania problemów, jakie niesie ze sobą mechanika kwantowa, z nowym obrazem świata, którego cechami są całościowość (holizm), zmienność (podległość procesom) i niepodzielność. Bohm obszernie wskazuje na możliwość rozumienia teorii kwantowej jako drogowskazu do poznania nowego porządku. Ten „ukryty porządek” Bohm porównuje z hologramem, w którym we wszystkich jego pojedynczych elementach odbija się niejako cały układ. Bohm nadał temu zjawisku nazwę „Holo-Movement”.

## Publikacje
- (1949) z: E.P. Gross, Theory of Plasma Oscillations. An Origin of Medium-Like Behavior. Physical Review 75: 1851–1864.
- (1951) Quantum Theory. New York: Prentice Hall.
- (1952) “A Suggested Interpretation of the Quantum Theory in Terms of ‘Hidden’ Variables, I and II”. Physical Review, 85(2): 166–193.
- (1957) Causality and Chance in Modern Physics. Princeton, N.J. : Van Nostrand. Wyd. pol. Przyczynowość i przypadek w fizyce współczesnej. Stanisław Rouppert (tłum.). Warszawa: Książka i Wiedza 1961.
- (1965) The Special Theory of Relativity. New York: W.A. Benjamin.
- (1980) Wholeness and the Implicate Order. London: Routledge. Wyd. pol. Ukryty porządek. Michał Tempczyk (tłum., posłowie). Warszawa: Pusty Obłok 1988.
- (1985) Unfolding Meaning: A weekend of dialogue with David Bohm. Donald Factor (ed.). Gloucestershire: Foundation House.
- (1985) z: Jiddu Krishnamurti, The Ending of Time. San Francisco: Harper. Wyd. pol. Wolność od czasu. Adam Sobota (tłum.). Wrocław: Thesaurus Press 1995.
- (1986) z: Jiddu Krishnamurti, The Future of Humanity: Two Dialogues between J. Krishnamurti and D. Bohm. Den Haag: Mirananda.
- (1987) z: F. David Peat, Science, Order and Creativity. London: Routledge; 2nd ed. 2000.
- (1990) A new theory of the relationship of mind and matter. Philosophical Psychology, 3: 271–286.
- (1991) z: Mark Edwards, Changing Consciousness: Exploring the Hidden Source of the Social, Political and Environmental Crises Facing our World. San Francisco: Harper.
- (1992) Thought as a System. London: Routledge. Wyd. pol. Myśl jako system. Katarzyna Gurczyńska-Sady (tłum., wstęp). Kraków: WN Uniwersytetu Pedagogicznego 2022.
- (1993) Basil J. Hiley, The Undivided Universe: An Ontological Interpretation of Quantum Theory. London: Routledge.
- (1996) On Dialogue. Lee Nichol (ed.). London: Routledge. Dialog. Katarzyna Gurczyńska-Sady (tłum., wstęp). Warszawa: Wydawnictwo Naukowe PWN 2023.
- (1998) On Creativity. Lee Nichol (ed.). London: Routledge.
- (1999) z: Jiddu Krishnamurti, Limits of Thought: Discussions between J. Krishnamurti and David Bohm. London: Routledge.
- (1999) z: Charles Biederman, Bohm–Biederman Correspondence: Creativity and Science. Paavo Pylkkänen (ed.). London: Routledge.
- (2002) The Essential David Bohm. Lee Nichol (ed.). London: Routledge.
- (2017) David Bohm: Causality and Chance, Letters to Three Women, editor Chris Talbot. Cham: Springer.
- (2018) z: Nish Dubashia, The Unity of Everything: A Conversation with David Bohm. Hamburg: Tredition.
- (2020) David Bohm’s Critique of Modern Physics: Letters to Jeffrey Bub, 1966-1969. Chris Talbot(ed.). Cham: Springer.

## Opracowania
- Applied Bohmian Mechanics: From Nanoscale Systems to Cosmology, Xavier Oriols, Jordi Mompart (eds), Singapore: Pan Stanford Publishing 2012.
- Bohmian Mechanics and Quantum Theory: An Appraisal, (BSPS, Vol. 184), James T. Cushing, Arthur Fine, Sheldon Goldstein (eds), Boston: Kluwer 1996.
- Dürr, Detlef and Stefan Teufel, Bohmian Mechanics: The Physics and Mathematics of Quantum Theory, Berlin: Springer-Verlag 2009.
- Emergent Quantum Mechanics: David Bohm Centennial Perspectives, Jan Walleczek, Gerhard Grössing, Paavo Pylkkänen and Basil Hiley (eds.), Entropy 21, 2019.
- Freire Junior, Olival, David Bohm: A Life Dedicated to Understanding the Quantum World, Cham: Springer 2019.
- Goldstein, Sheldon, "Bohmian Mechanics", The Stanford Encyclopedia of Philosophy, Edward N. Zalta (ed.), URL = <https://plato.stanford.edu/archives/fall2021/entries/qm-bohm/>.
- Joye, Shelli R., The Little Book of Consciousness: Pribram's Holonomic Brain Theory and Bohm's Implicate Order, Viola: The Viola Institute 2017.
- Moody, David Edmund, An Uncommon Collaboration: David Bohm and J. Krishnamurti, Ojai: Alpha Centauri Press.
- Peat, F. David, Infinite Potential: The Life and Times of David Bohm, Reading, Mass.: Addison-Wesley 1996.
- Peltola, Heikki, Insights into Immensity: Krishnamurti and David Bohm in Dialogue 1961-1986, Helsinki: Nostetuotanto 2020.
- Pylkkänen, Paavo T.I., Mind, Matter and the Implicate Order, Berlin: Springer 2007.
- Physics and the Ultimate Significance of Time: Bohm, Prigogine and Process Philosophy, D. Griffin (ed.), Albany: State University of New York Press 1986.
- Quantum Implications: Essays in Honour of David Bohm, B.J. Hiley and F. David Peat (eds), London and New York: Routledge 1987.
- Sharpe, Kevin J., David Bohm’s World: New Physics and New Religion, Lewisburg: Bucknell University Press 2007.
- Tumulka, Roderich, ‘Bohmian Mechanics’ w: The Routledge Companion to Philosophy of Physics, Eleanor Knox and Alastair Wilson (eds), rozdz. 17, New York: Routledge 2022.